# Chorthippus pygmaeus
Chorthippus pygmaeus är en insektsart som först beskrevs av Bei-bienko 1931.  Chorthippus pygmaeus ingår i släktet Chorthippus och familjen gräshoppor. Inga underarter finns listade i Catalogue of Life.